# 安東張氏
安東張氏（アンドンジャンし、안동장씨）は、朝鮮の氏族の一つ。本貫は慶尚北道安東市である。2015年の調査では、39,939人である。
始祖は、後三国時代の豪族の張貞弼である。張貞弼は、高麗太祖が後百済の甄萱を征伐する時に金宣平・権幸と共に功績を挙げた三太師の一人であるが、張貞弼の先祖は中国人であり、新羅末期に移住した。

## 人口分布と集姓村のある地域
人口数、割合はいずれも2015年統計。集姓村のある地域は以下の通りである。
- 忠清南道洪城郡（614人、総人口の0.7%）
- 京畿道議政府市（430人、総人口の0.11%）
- 慶尚北道安東市（830人、総人口の0.52%）[3]